# Incident de Fukushima
Ne doit pas être confondu avec Accidents nucléaires de Fukushima.
L' incident de Fukushima (福島事件, Fukushima jiken) est une agitation politique qui eut lieu dans la préfecture de Fukushima en 1882.
Le point de départ de l'incident est la nomination de Mishima Michitsune au poste de gouverneur. Décision contestée par deux groupes, l'un à Aizu et l'autre dans l'est de la préfecture, qui ne se rassemblèrent qu'à la fin de 1882.

## Le parti libéral de Fukushima
Le parti libéral (Jiyūtō) développa une importante organisation à Fukushima. Deux branches, une à Aizu et l'autre dans l'est de la préfecture, sont établies en décembre 1881, deux mois après la fondation du parti lui-même. Il est alors le plus grand parti de l'assemblée de Fukushima disposant de 24 sièges sur 62, et également celui à l'organisation la plus efficace. De plus, certains de ses membres étaient particulièrement influents : des chefs de village (kochō), de sous-districts (kuchō) et des membres élus des assemblées de village et de sous-districts. Quelques autres membres avaient en plus un poste important au sein du gouvernement.
Selon Satō Jirō, Mishima aurait reçu trois ordres secrets après sa nomination :
- Détruire le parti libéral
- Développer son propre parti, le Rikken Teiseitō
- Construire des routes

L'une des premières actions de Mishima est de purger l'administration de quatre-vingt-dix membres du parti libéral – cela incluait des instituteurs au service du gouvernement.

## L'incident
Mishima fonde l'Aizu Rukugun Rengōkai (« Comité conjoint des six districts d'Aizu ») pour étouffer plusieurs controverses concernant la route qu'il était en train de faire construire - payée en grande partie par la population locale. Mishima désire alors que le comité soit constitué de trente membres, cinq pour chaque district. Cependant, les règles du comité mises en place pour superviser les élections imposent que le nombre de représentants de chaque district soit proportionnel à la population totale de la région, et élus au suffrage direct par tous les hommes de plus de vingt ans et qui payent des impôts. Bien que Mishima voulait à l'origine des élections indirectes il accepta la décision, et début mars, 46 membres furent élus. Cette élection fut contestée par le parti libéral d'Aizu, et Igarashi Chikarasuke, le chef de l'administration du district de Yama, fut démis de ses fonctions et remplacé par Satō Jirō.
Lorsque le comité se réunit le 16 mars, Nakajima Yuhachi fut élu président et deux résolutions furent votées :
- Tous les résidents d'Aizu âgés de 15 à 60 ans (exclus les handicapés et les veuves) devront fournir un jour de travail général chaque mois pendant deux ans.
- Ceux qui refuseraient devraient payer une taxe de quinze sen par jour pour les hommes, et de 10 sen par jour pour les femmes.

Deux conditions furent ajoutées à ceci :
- Le gouvernement central devra garantir des fonds supplémentaires.
- Les travailleurs journaliers ne devraient travailler que sur terrain plat, le travail dans les montagnes et sur les ponts serait la tâche de professionnels.

Le comité ne discuta pas du tracé de la route, du niveau des fonds supplémentaires du gouvernement, ou sur la façon dont la taxe serait recueillie.
En juin fut découvert que la contribution du gouvernement central était passé de 260 000 yen à 98 000 yen. Cependant, le gouvernement accordait un prêt sans intérêt au Rikken Teiseitō de 196 000 yen, recruta des ex-samourais sans emploi et établi un quartier-général, le Nisshinkan. En outre, Mishima, suspendu du comité, prit en charge la construction de la route lui-même. De plus, la journée de travail et les taxes devaient démarrer au mois de mars. Igarashi et d'autres activistes du parti libéral réussir à obtenir une majorité au comité en faisant signer une pétition pour l'organisation d'une session spéciale pour s'opposer à ces développements. Cela fut accompagné de propositions de désobéissance civile contre les prélèvements, surtout dans les districts de Yama, Kawanuma et Ōnuma.
Le 18 août, les membres du parti libéral au comité se réunirent en secret et décidèrent que le parti libéral devrait organiser de grandes manifestations contre le programme de construction de routes, en utilisant les poursuites judiciaires et le boycott. Le gouvernement réagit en arrêtant les membres du parti libéral durant leur sommeil. Cela sera appelé l'« incident de Shimizuya ».